# Islote Miguel Cané
Die Islote Miguel Cané ist eine Insel vor der Danco-Küste des Grahamlands auf der Antarktischen Halbinsel. Sie liegt im Paradise Harbour.
Argentinische Wissenschaftler benannten sie nach dem argentinischen Schriftsteller und Politiker Miguel Cané (1851–1905).